# Wilhelm von Ramming

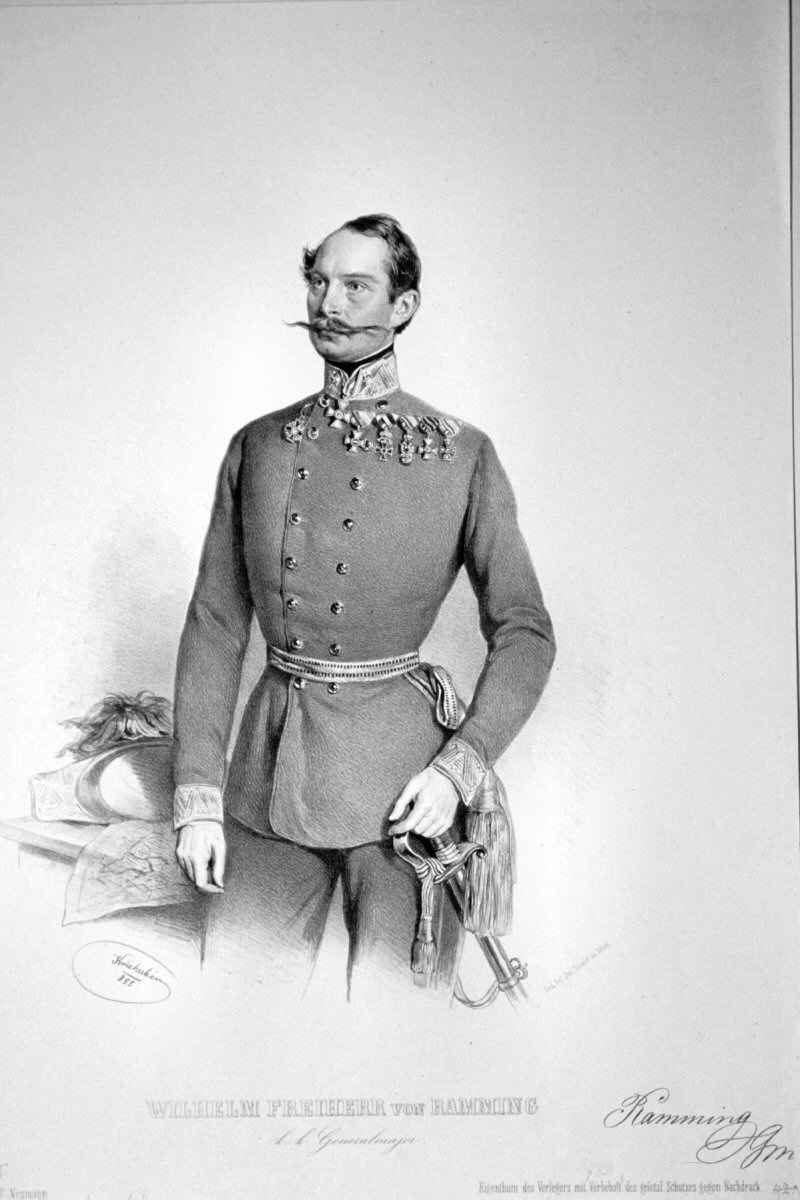
Wilhelm von Ramming, litografi av Joseph Kriehuber, 1855.

Wilhelm Ramming von Riedkirchen, född den 30 juni 1815 i Nemoschitz i Böhmen, död den 1 juli 1876 i Karlsbad, var en österrikisk friherre och militär. 
von Ramming deltog 1848 i italienska fälttåget och följde därefter generalstabschefen Julius von Haynau till Ungern, där den österrikiska sidan slog ned den ungerska revolutionen. Han kom därefter, år 1850, ut med verket Der Feldzug in Ungarn und Siebenbürgen im Januar 1849.
I slaget vid Magenta (1859) förde von Ramming en brigad. År 1860 utnämndes han till generalstabschefens biträde, ledde 6:e armékåren vid Skalitz (28 juni 1866) och deltog i reserven i slaget vid Königgrätz.